# Drusiliana
Drusiliana fue una civitas (ciudad) romana del norte de África. Bingham la llamó ciudad de la provincia romana de Mauretania Caesariensis. Se encontró una inscripción de Constantino el Grande en las ruinas de la ciudad y aparece en la Tabula Peutingeriana.
La ciudad ha sido identificada tentativamente con ruinas cerca de Khanguet-el-Kdim en el norte de Argelia. Ubicada en las coordenadas 36.249547N, 8.907667E. La evidencia epigráfica sugiere que Constantino el Grande llevó a cabo algunas obras en la ciudad en el 312 d. C.
La ciudad fue también la sede de un antiguo obispado cristiano, sufragáneo de la Arquidiócesis de Cartago. Este Obispado solo es conocido por la presencia de obispos en el Concilio de Cartago (411), que vio reunidos obispos católicos y donatistas de África: el lado católico estuvo representado por Rufino, mientras que el donatista por Restitutus.
El obispado permanece hoy como sede titular de la Iglesia católica. El obispo actual es Yosyf Milyan de Kiev.

## Obispos conocidos
- Rufino (mencionado en 411).[15]
- Restitutus (mencionado en 411) (Obispo donatista).
- Joseph Klemann (África Sudoccidental) 24 de febrero de 1931- 21 de marzo de 1960.
- José María Cirarda Lachiondo (España) 9 de abril de 1960 - 22 de julio de 1968.
- Fernando Errázuriz Gandarillas (José Ismael Errázuriz Gandarillas) (Chile) 31 de enero de 1969 - 31 de agosto de 1973.
- Aurelio Granada Escudeiro (Azores) 18 de marzo de 1974 - 30 de junio de 1979.
- Affonso Felippe Gregory (Brasil) 2 de agosto de 1979 - 16 de julio de 1987.
- Horácio Coelho Cristino (Portugal) 20 de agosto de 1987 - 8 de mayo de 1995.
- Giuseppe Merisi (Italia) 8 de septiembre de 1995 - 14 de noviembre de 2005.
- Yosyf Milyan (Ucrania) 16 de abril de 2009.